# ベイカー (サル)
ベイカー（Baker、1957年 - 1984年11月29日）は、アメリカ合衆国の宇宙飛行実験において1959年に宇宙に打ち上げられたメスのリスザルである。一般には、敬称をつけてミス・ベイカー (Miss Baker) と呼ばれる。本項目では、同時に打ち上げられたアカゲザルのエイブル (Able) についても説明する。

## それ以前の動物による宇宙飛行
アメリカでは、サルを宇宙に打ち上げる以前にも動物の打ち上げ実験が行われていたが、それらは窒息やパラシュートの不具合により失敗し、また、動物保護活動家からの抗議に遭ってソビエト連邦よりも遅れていた。ソ連では、1951年7月22日に高度101キロメートルまで打ち上げた2匹の犬の回収に成功していた。
アメリカ合衆国は、1951年から、エアロビーロケットでサルやマウスを宇宙の下端となる高度100キロメートルまで打ち上げる実験を行った。

## 宇宙飛行前
ベイカーとして知られることになるリスザルは、フロリダ州マイアミのペットショップで他の25匹のリスザルとともに購入され、ペンサコーラの海軍航空宇宙医学部に運ばれた。この中から、最大24時間の監禁、全身の電極の取り付け、常時監視の試験をくぐり抜けた14匹が候補として選ばれた。2007年の本 "Animals In Space：Research Rockets from the Space Shuttle" で、コリン・バージェスとクリス・ダブスはベイカーのことを、「知性と愛情のある、おとなしい態度によって、他のサルよりも際立っていた」と振り返っている。このことから、"tender loving care" の頭文字をとって "TLC" とあだ名された。
飛行実験にあたって、2匹はA・Bを表すNATOフォネティックコードからアルファ (Alpha)・ブラボー (Bravo) と名付けられたが、飛行実験前に、以前使われていたフォネティックコードに基づいて、エイブル (Able)・ベイカー (Baker) に変更された。

## 宇宙飛行

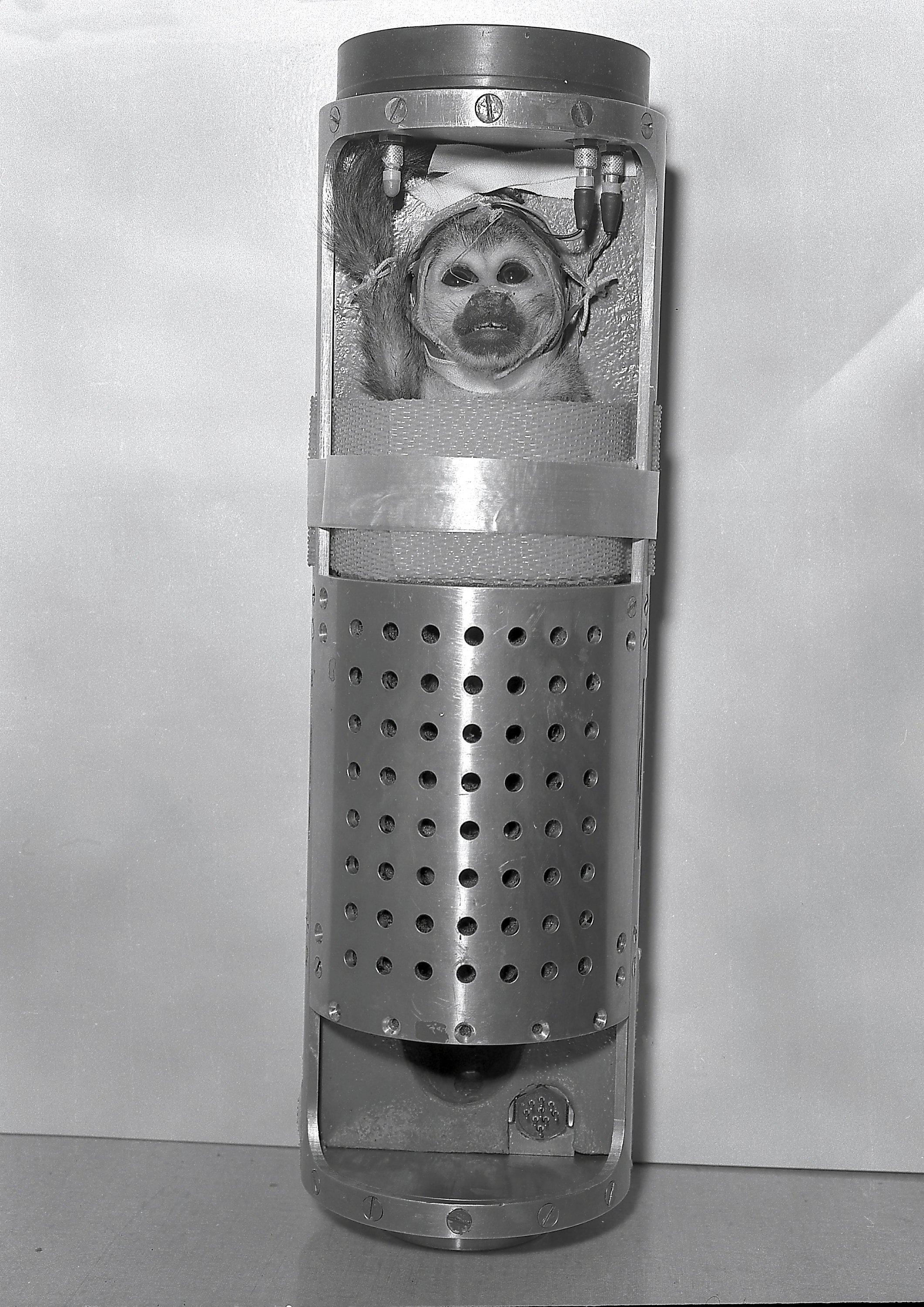
打ち上げを待つベイカー

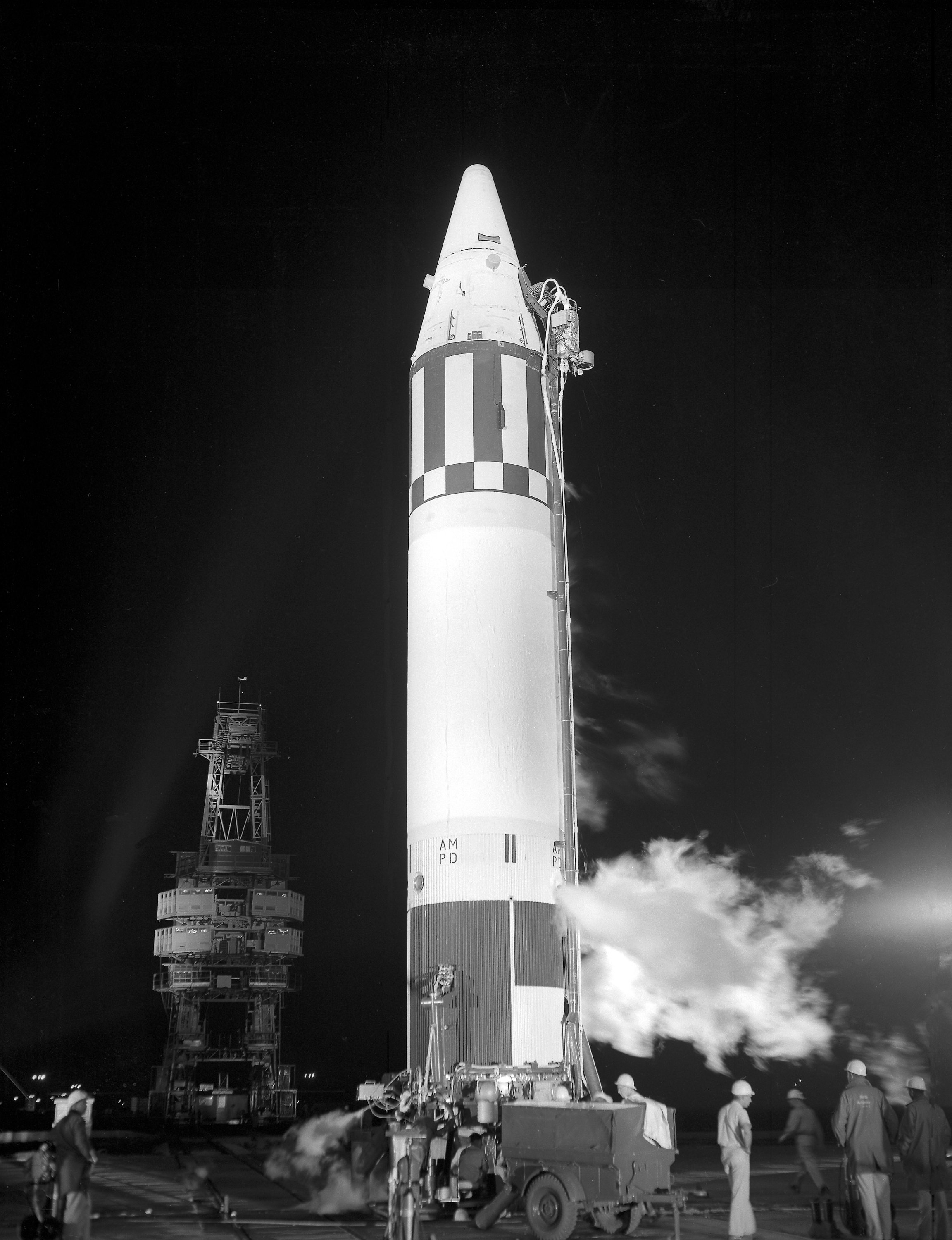
打ち上げ準備が完了したジュピターAM-18ロケット

ベイカーは、ゴムとセーム革で裏打ちされたヘルメットとジャケットを着用し、モデルセメントで鼻に取り付けられた呼吸計が装着された。彼女は9¾×12½×6¾インチ（24.8×31.8×17.1 cm）の靴箱サイズのカプセルに入れられ、ゴムとグラスファイバーで密封された。生命維持装置は圧力バルブのついた酸素ボトルで、吐き出された二酸化炭素や水分を吸収する水酸化リチウムを備えていた。
1959年5月28日午前2時39分、 ベイカーとエイブルはジュピターロケットによって38Gの加速度で高度300マイル（480キロメートル）まで打ち上げられ、16分間の宇宙飛行を行った。そのうち9分間が無重力状態だった。ケープカナベラル空軍基地の第26B発射施設から打ち上げられ、そこから2400キロメートル離れたプエルトリコ近くの大西洋に着水し、米海軍の艦艇・カイオワ(AT-72)によって回収された。
次の表に、ジュピターAM-18ミッションのサルの特性と、飛行中に採取された測定値を示す。エイブルの測定の一部には、データに問題があった。
| 測定値                                       | 実験 2A – ベイカー | 実験 2B – エイブル |
| -------------------------------------------- | ------------------ | ------------------ |
| 種                                           | リスザル           | アカゲザル         |
| 体重                                         | 1ポンド (0.45 kg)  | 7ポンド (3.2 kg)   |
| 飛行準備期間                                 | 8時間              | 3日                |
| 心電図                                       | Yes                | 問題あり           |
| 筋電図（伸筋）                               | No                 | Yes                |
| 筋電図（屈筋）                               | No                 | Yes                |
| 心音                                         | No                 | Yes                |
| 脈拍速度、大腿骨対頚動脈                     | No                 | 問題あり           |
| 呼吸数                                       | Yes                | Yes                |
| 体温                                         | Yes                | Yes                |
| 周囲の温度                                   | Yes                | Yes                |
| カプセル内の気圧                             | Yes                | Yes                |
| 相対湿度                                     | No                 | 問題あり           |
| 二酸化炭素の割合                             | No                 | Yes                |
| 感電の監視                                   | No                 | 問題あり           |
| レバー応答の監視                             | No                 | 問題あり           |
| 光刺激の監視                                 | No                 | Yes                |
| 監視カメラ                                   | No                 | Yes                |
| 宇宙由来の重核子を検知するための乳剤プレート | Yes                | Yes                |

このロケットには、エイブルとベイカーの他にもアカパンカビ、ヒトの血液、大腸菌、玉ねぎ、マスタードとトウモロコシの種子、ショウジョウバエの蛹、酵母、ウニの卵子と精子が搭載された。
エイブルは、帰還から4日後に行われた電極を除去する手術の際、麻酔に反応した非常に稀な心房細動により死亡した。手術が行われたフォートノックスの次官のロバート・ハリングホルスト大佐は「これは、麻酔による死の中でもあらゆる外科医が恐れるタイプの物です。なぜそれが起こるのかは、正確にはわかりません」と語った。病理解剖では、エイブルの死の原因となった可能性のある問題は見つからなかった。エイブルの遺体は剥製にされ、国立航空宇宙博物館に展示されている。

## 宇宙飛行後

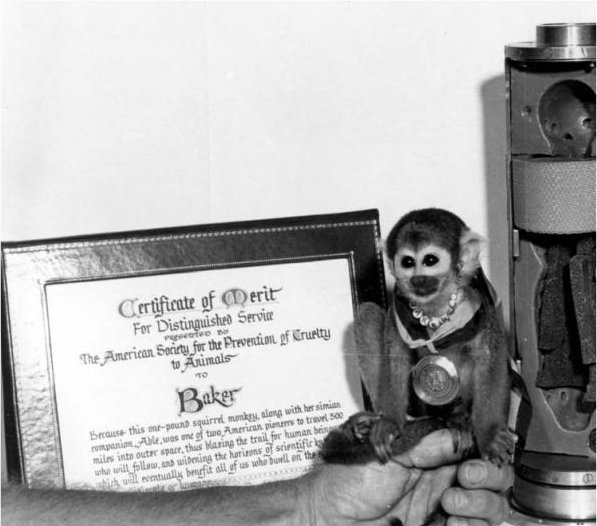
アメリカ動物虐待防止協会(ASPCA)は、「人間と動物の相互利益のための先駆者として、動物の慎重に管理された科学的な使用」を支援したとして、ベイカーに功績賞を授与した。

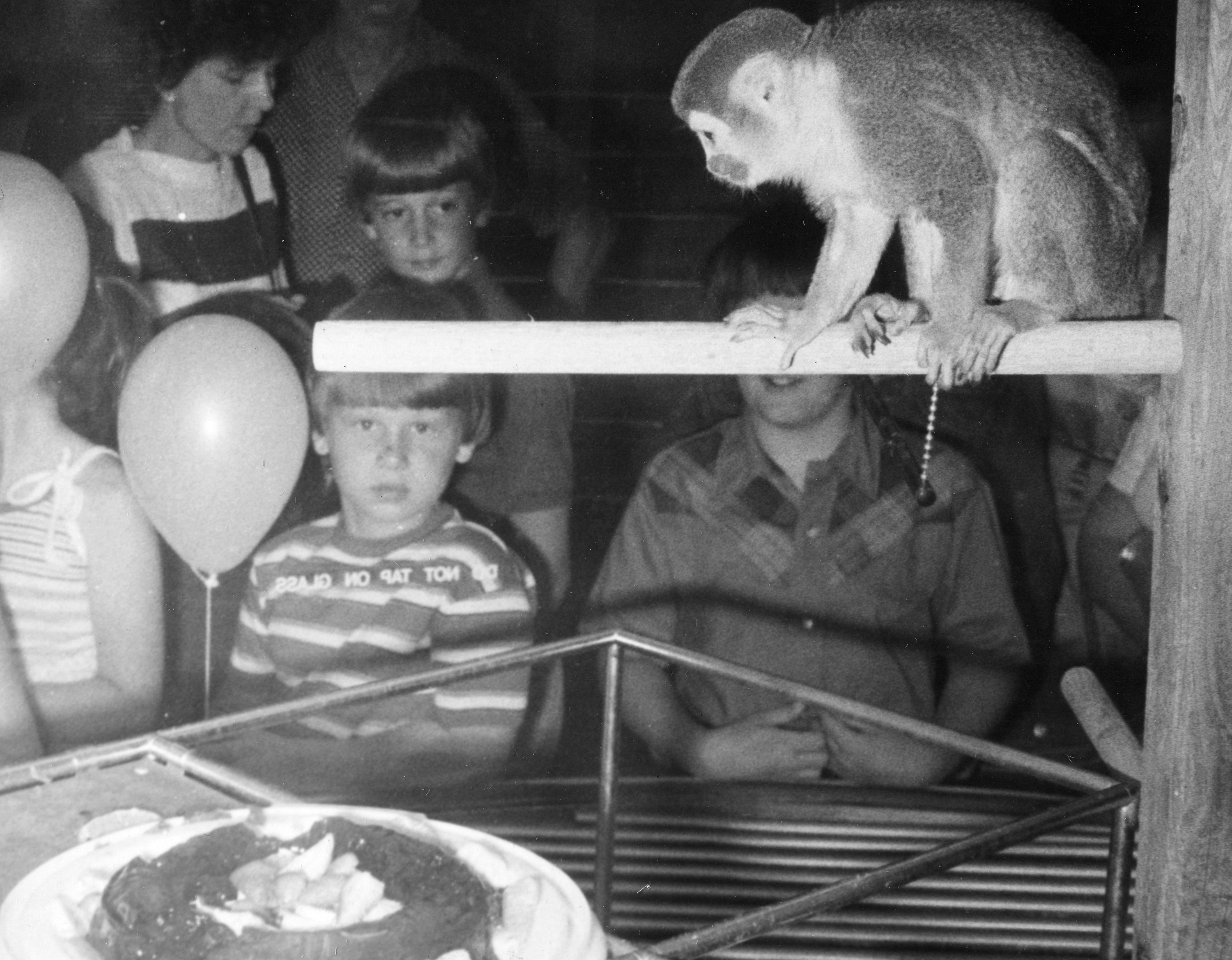
誕生日を祝福されるベイカー

エイブルとベイカーは、1959年6月15日の『ライフ』誌の表紙に掲載された。
ペンサコーラの海軍航空宇宙医学部で展示されている間、ベイカーには、同じ種のオスのビッグジョージ(Big George)が与えられた。「結婚せずに同棲するのは良くない」という飼育係の考えから、1962年には2匹の結婚式が行われた。
1971年、ベイカーとビッグジョージはフロリダ州ペンサコーラの海軍航空宇宙医学部からアラバマ州ハンツビルのアメリカ宇宙ロケットセンターに移った。そこでベイカーは、博物館の訪問者を楽しませ、子供たちから1日に100〜150通の手紙を受け取った。
ビッグジョージは1979年1月8日に亡くなった。その3ヶ月後、ヤーケス国立霊長類研究センターから来たノーマンが新しい夫となり、アラバマ地方裁判所の裁判官ダン・マッコイの司会で結婚式が行われた。ベイカーは白いウェディングドレスを着せられたが、すぐに脱いでしまった。
ベイカーの実際の誕生日は不明なため、宇宙飛行が行われた5月28日を誕生日として祝っていた。1984年の宇宙飛行25周年のときには、ベイカーにはラバー・ダックと好物のバナナ入りのストロベリー味のゼリーが贈られ、何千人もの人々からの祝福を受けた。

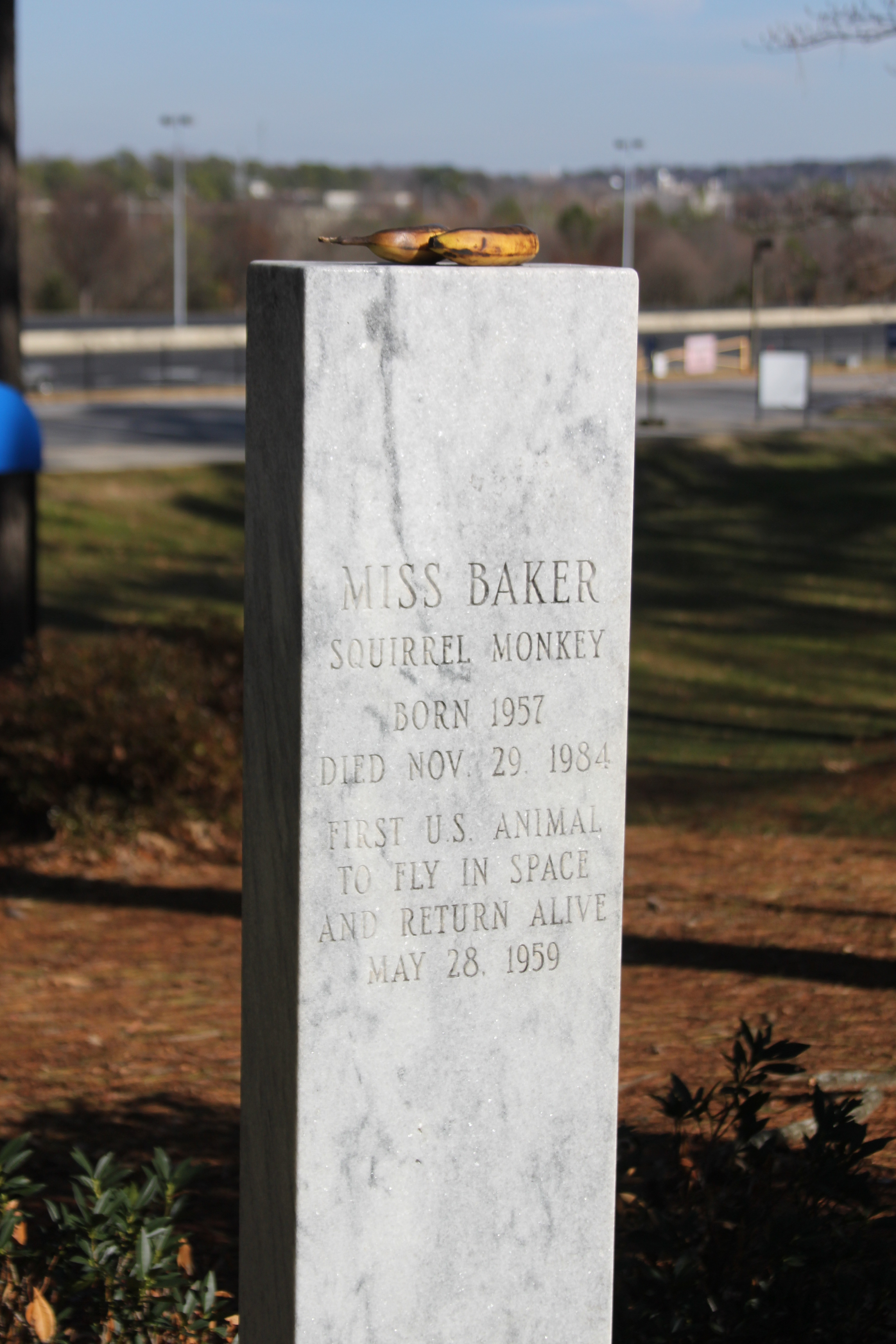
ベイカーの墓石の上には、いつも必ずバナナが供えられている。

1984年11月29日、ベイカーは、リスザルの最長寿記録を塗り替えた後、 オーバーン大学病院で腎不全により亡くなった。ベイカーの遺体は、アメリカ宇宙ロケットセンターの敷地内に埋葬されている。彼女の墓石の上には、いつも必ずバナナが供えられている。